# Heterohabdus spinosus
Heterohabdus spinosus är en kräftdjursart som beskrevs av Edward Bradford 1971. Heterohabdus spinosus ingår i släktet Heterohabdus och familjen Heterorhabdidae. Inga underarter finns listade i Catalogue of Life.